# Kyrenia (město)
Kyrenia (řecky: Κερύνεια; turecky: Girne) je město na severním pobřeží Kypru, známé svým historickým přístavem a hradem. Je de facto pod kontrolou tureckého Severního Kypru. Město bylo postaveno řeckým kmenem Achájů, okolo roku 1300 př. n. l. Podle řecké mytologie byla Kyrenia založena dvěma bojovníky trójské války, kteří se měli jmenovat Cefeus a Praxandrus. Hrdinové dali prý novému městu jméno podle města Kyrenia, jež se nacházelo v Achaii. Římané v 1. století položili základy hradu. Město nabylo na významu v 9. století, kvůli bezpečnosti, kterou skýtal hrad. Hrálo klíčovou roli hlavně za vlády Lusignanů. V mnoha konfliktech té doby nikdy nekapitulovalo. Hrad byl naposledy upraven Benátčany v 15. století. Tehdy zde byla tři roky vězněna i královna Šarlota. První kapitulace město čekala až v roce 1571, kdy se vzdalo Osmanské říši. Populace města byla v roce 1831 téměř rovnoměrně rozdělena mezi muslimy a křesťany, s mírnou muslimskou převahou. S příchodem britské nadvlády však mnoho tureckých Kypřanů uprchlo do Anatolie a město začalo být obýváno převážně kyperskými Řeky. Tito řeckokyperští obyvatelé, v počtu 2650, uprchli nebo byli násilně vysídleni v důsledku turecké invaze v roce 1974. Tehdy se město stalo hlavní základnou invazních sil. V současné době je město osídleno prakticky výhradně tureckými Kypřany. Počet obyvatel je 33 207. Kyrenia je kulturní a ekonomické centrum, nazývané často hlavním městem cestovního ruchu Severního Kypru. Nabízí mnoho hotelů (v roce 2009 jich bylo kupříkladu 93) a rušný noční život, který se koncentruje zejména v přístavu. Každoročně se zde koná umělecký festival, kam zajíždějí zejména turečtí umělci jako Zülfü Livaneli nebo Sertab Erener. Z jiných zemí ho navštívili například UB40 nebo The Animals. Kyrenia je domovem tří univerzit (Girne Amerikan Üniversitesi, Girne Üniversitesi a Kıbrıs İlim Üniversitesi). Studentská populace čítá kolem 14 000, což je vzhledem k celkovému počtu obyvatel velmi vysoké číslo, a město tak působí velmi studentským dojmem. Ve městě se narodil druhý prezident Severního Kypru Mehmet Ali Talat.